# Leucandra topsenti
Leucandra topsenti är en svampdjursart som beskrevs av Breitfuss 1929. Leucandra topsenti ingår i släktet Leucandra och familjen Grantiidae. Inga underarter finns listade i Catalogue of Life.